# フラットランド (書籍)
『フラットランド』（Flatland: A Romance of Many Dimensions）は、イギリスの教育者エドウィン・アボット・アボットによる小説である。1884年にロンドンのシーリー社から刊行された。
架空の2次元の平面世界「フラットランド」を舞台として、ヴィクトリア朝文化における階級格差を風刺したものだが、その一方で次元の本質を追求した作品となっている。初版ではアボットの名前は出されず、著者は作中の主人公である「正方形」(A Square)となっていた。その後の版でアボットの名前は出されるようになったが、フラットランドの正方形氏が書いたものをアボットが編集した、という体をとっている。
この物語を原作として、長編映画『フラットランド』（2007年）や短編映画『フラットランド・ザ・ムービー』（2007年）、『フラットランド2: スフィアランド』（2012年）などの映画が製作された。
2002年、イアン・スチュアートが数学的な観点から詳注を付けた"The Annotated Flatland: A Romance of Many Dimensions"が刊行された。

## あらすじ

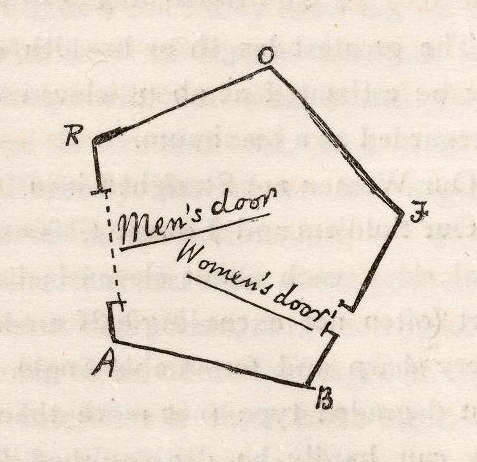
フラットランドにおける家の説明図

この物語では、男性は様々な数の辺を持つ多角形、女性は単純な線分という幾何学的な図形が占める2次元の世界が描かれている。語り手は正方形（A Square）で、専門家の階級に属している。物語の前半では、2次元の世界で生活するための現実的な問題や、これまでの歴史が語られる。
1999年の大晦日の夜、正方形氏は「光沢のある点」が住む1次元の世界（ラインランド）を訪問する夢を見る。その世界に住む「点」は、正方形氏を線上にある2つの点としてしか見ることができない。そこで正方形氏は、ラインランドの君主に対し2次元の世界について説明しようとするが、うまくいかない。ラインランドの君主は、正方形氏の言は戯言だとした。そして、正方形氏は君主に殺害されそうになったところで目を覚ました。
その後、今度はフラットランドの正方形氏のもとを、3次元の世界の住人である「球」が訪れた。ラインランドの「点」と同様に、正方形氏は「球」を平面上にある「円」としてしか見ることができない。球がフラットランドを通過すると、正方形氏には円が段々大きくなって、その後小さくなって消えてゆくように見えた。ラインランドの君主と同様、正方形氏は球の言うことを理解できなかったが、球に3次元の世界「スペースランド」に連れて行かれ、自分の目で見ることで納得した。この球は、千年紀の変わり目にフラットランドを訪れ、そこの住人に3次元のことを伝え、最終的にその人がフラットランドの人々を教育することを期待している。彼らはスペースランドから、フラットランドの指導者が、球の存在を認識するもそれを黙殺している様子を見た。その後、球を目撃した者（正方形氏の兄を含む）は、階級に応じて処刑または投獄された。
3次元のことを理解した正方形氏は、4次元以上の世界が存在する理論的可能性を球に説得しようとするが、球はそれを納得せず、正方形氏をフラットランドに戻してしまった。
その後、正方形氏は、球が再び彼のもとを訪れ、今度は0次元の世界「ポイントランド」に連れて行く夢を見た。ポイントランドはただ1つの点からなり、唯一の住人、君主、そして世界そのものが一体となっている。この世界におけるコミュニケーションは、全て自分の心の中で生まれた思考として認識される（独我論）。
あなたの言葉がどれほど役に立たないかわかったでしょう。君主は自分が認識したものを、自分が考えたものとして受け入れてしまいます。彼は自分以外のものを考えられないからです。そして、「その思考」の多様性を、創造的な力の例であると自負しています。このポイントランドの神を、その全知全能の無知な結実に委ねようではありませんか。あなたや私には、彼を自己満足から救うことはできないのです。—球（the Sphere）

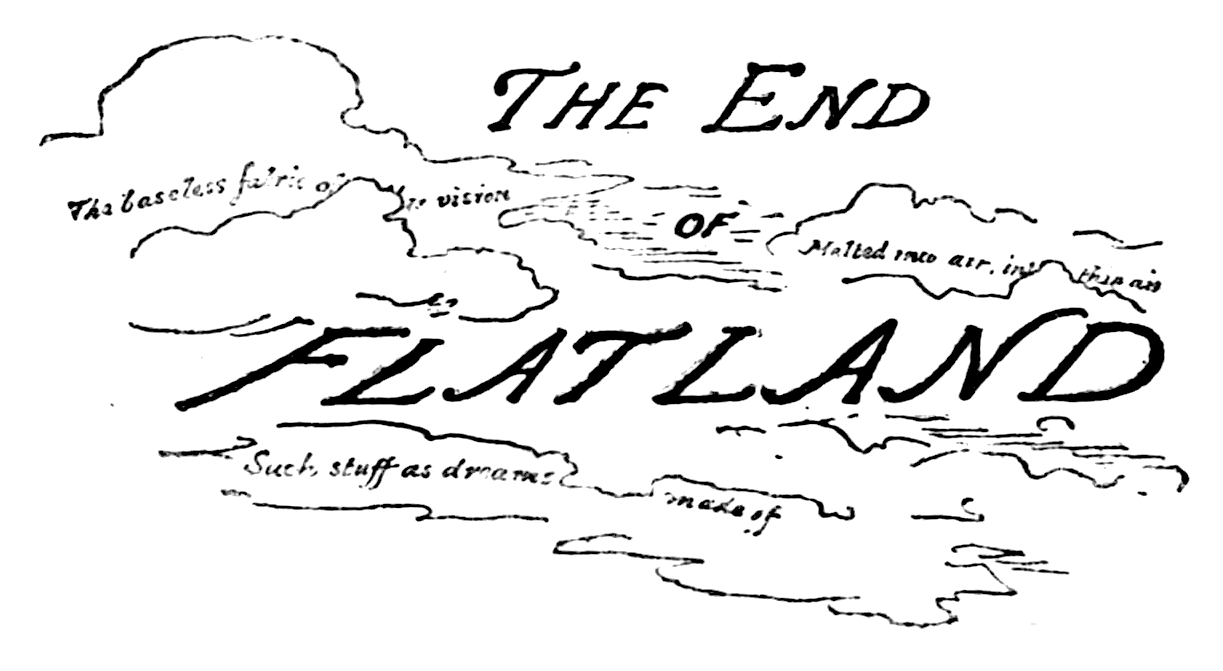
巻末に書かれたイラスト

正方形氏は、高次元の存在を知らなかった以前の自分（や球）は、ポイントランドやラインランドの君主と同じであると認識した。しかし、フラットランドの指導者が、3次元の存在を説く者は投獄（階級によっては処刑）されるという公式声明を発表したことで、正方形氏はスペースランドの存在を世に広めることができなくなった。結局、正方形氏もこの理由で投獄された。同じ施設に投獄されている兄と時々連絡を取ったが、球を目撃したはずの兄に3次元の世界を理解させることはできなかった。投獄されてから7年後、正方形氏は自分の経験を『フラットランド』という手記に書き残し、2次元の存在を超えて見ることができる未来の世代のために、後世に残したいと願った。

## 設定
男性は多角形として描かれ、その規則性と辺の数によって社会的地位が決まり、上流階級は正多角形で、「円」が完璧な形とされている。労働者階級や兵士は二等辺三角形である。女性は線だけで構成されており、正面から見たときに点と間違われないように、歩くときに声を出すことが法律で定められている。過去に、女性が誤って（あるいは故意に）男性を突き刺して殺してしまった事例があり、衝突事故を防ぐために、建物の出入口は女性用と男性用が分けられている。
フラットランドの世界では、「聴覚」「触覚」「視覚」によって相手の階級を区別する。通常、階級は声で判別できるが、下級階級は声帯が発達しており、多角形や円の声を出すことができる。下層階級や女性は、いずれかの角を触ってその角度で相手の階級を判断する。上流階級は視覚による判断法を使用する。フラットランドの世界は普段は霧がかかっており、遠くのものほど薄く見える。観察者に対して鋭い角度を持つ多角形の辺は、緩やかな角度を持つ多角形よりも急速に薄く見える。かつて、これを逆手にとって、二等辺三角形が自身に色を塗って上流階級になりすます事例が発生したことから、自身に色を塗ることは禁止されている。正方形氏はこの出来事の説明に続いて、その後の階級闘争について長々と説明している。
フラットランドにおいて、男の子供は父親よりも辺の数が1つ多い多角形として生まれる。すなわち、正方形の息子は五角形に、五角形の息子は六角形になる。ただしこれは上流階級（正多角形）の場合で、二等辺三角形には当てはまらない。二等辺三角形の場合、最小の角が一世代ごとに30分ずつ大きくなってゆく。また、辺の数が非常に多い多角形にも適用されず、例えば、辺の数が数百本の多角形の息子は、辺の数が親よりも50本以上多く生まれてくることが多い。また、二等辺三角形の角度や正多角形の辺の数は、手術で変更することができる。
正多角形の階級は、辺の数が多いほど高くなる。正三角形は「職人」階級。正方形と五角形は、医者や弁護士などの「紳士」階級である。六角形以上が貴族であり、（ほぼ）円の神官階級に至る。辺の数が多くなるほど子供が生まれにくくなるため、フラットランドが貴族で溢れかえるのを防いでいる。
第7章で、不規則性や物理的な変形の問題が取り上げられている。フラットランドでは、正多角形は頂点の数やいずれかの角で識別することができる。社会的なまとまりを維持するために、不規則性は忌避されるべきであり、不規則性は不道徳や犯罪性につながるものであると認識されている。不規則な多角形は、不規則性が一定以上の場合「安楽死」させられる。それ以下の場合は最低ランクの公務員となる。出生時に不規則性が判明した場合でも、その後治癒または軽減される可能性があるため、すぐに殺されることはない。

## 社会風刺
『フラットランド』においてアボットは、厳格に階級に分けられた社会を描いている。住民は社会的地位の上昇を願っており、それは誰にでも与えられているように見えるが、最上流階級が厳しく管理している。自由は軽蔑され、法律は苛烈である。革新者は投獄され、抑圧される。知的に価値のある下層階級の人々や、暴動のリーダーとなりうる人々は、殺されるか、上層階級に昇格させられる。世界を変革しようとする試みは、全て危険で有害であるとみなされる。この世界は、「別の世界からの啓示」を受け取る準備ができていない。
この小説における風刺的な部分は、主にフラットランドについて描いた第1部「この世界」に集中している。主なポイントは、社会における女性の役割に関するヴィクトリア朝の概念と、男性の階級的なヒエラルキーにあると言える。『フラットランド』における女性像から、アボットはミソジニーだと非難された。アボットはそのような批判に答えて、1884年の改訂版の序文では、この作品における女性の描写は、そのような視点を風刺したものであることを強調して、次のように書いている。
［正方形氏は］歴史家として執筆していたにもかかわらず、フラットランドや（彼が聞いたところによると）スペースランドの歴史家たちが一般的に採用している見解に（おそらく非常に強く）同調してしまった。彼らの著書では、（ごく最近まで）女性や下層階級の大衆の運命に言及される価値があるとみなされることはほとんどなく、慎重に検討されることもなかった。—編集者（the Editor）

## 批評
出版当時、『フラットランド』は、無視されたわけではないが、大きな成功を収めることはできなかった。1922年から1930年の間に亡くなった人を対象とした『英国人名事典』におけるエドウィン・アボットの項目にも、『フラットランド』のことは書かれていない。
この本が再び発見されたのは、アルベルト・アインシュタインの一般相対性理論が発表され、4次元の概念が注目されるようになってからである。『ネイチャー』誌の1920年2月12日号に掲載された「ユークリッド、ニュートン、アインシュタイン」と題された記事の中で、『フラットランド』について言及されている。この記事の中で、アボットは、ある現象を説明するために「時間」が重要であることを直感し、ある意味で予言者のように描かれている。
今から30数年前、エドウィン・アボット博士は『フラットランド』というエスプリの効いた小さな本を書いた。出版された当時は、それほど注目されていなかったが...。もし、我々の3次元空間が4次元に対して運動しているならば、我々が経験し、時間の流れに割り当てている全ての変化は、単にこの運動によるものであり、過去と同様に未来の全体も常に4次元に存在していることになる。—『ネイチャー』1920年2月12日号のウィリアム・ガーネットの記事"Letter to the Editor"より
その後、更新版の『オックスフォード英国人名事典』はアボットについての記述を改訂し、2020年現在、アボットは「『フラットランド』の著者として最も記憶されている」と記載されている。
カール・セーガンは、著書『コスモス』や自身が手がけるテレビドキュメンタリー『コスモス』の中で、物理的宇宙の高次元の可能性を議論する際『フラットランド』に言及し、思考実験を行っている。スティーブン・ホーキングは、2次元空間で生活する住民達は、平面であるため消化器官を持つことができず、食べ物を消化できないことを指摘している。
カリフォルニア大学デービス校の物理学者ジェームス・スカーギルは2次元の宇宙で生命が存在可能かを検証した。
「2+1次元の生命の可能性に反対する主要な反論が2つあります。1つは3次元宇宙における一般相対性理論から導かれる局所的な重力の欠如とニュートン力学の制限です。もう一つは、平面トポロジーの制約は生物が存在するには”非常に単純すぎる“というものです」
彼は計算により、2次元宇宙でもスカラー重力場が存在可能であると示した。次に、神経ネットワーク、つまり生物の複雑な脳について検証している。生物の脳は3次元上に存在し、神経ネットワークは2次元上では機能しないと考えるかもしれない。スカーギルは特定のタイプの平面的な2次元グラフが、生物に見られる神経ネットワークと特性を共通していることを実証した。このような2次元グラフは、神経ネットワークのモジュラー機能に似た方法で組み合わせることができ、複雑なネットワークを少数のステップで横断できるスモールワールド現象と知られるものを示すことさえできる

## 日本語訳書
- 高木茂男 訳『二次元の世界―平面の国の不思議な物語』講談社（ブルーバックス）、1977年。
- 石崎阿砂子・江頭満寿子 訳『多次元・平面国―ペチャンコ世界の住人たち』東京図書、1992年。 - 『スフィアランド』の日本語訳『多次元・球面国―ふくらんだ国のファンタジー』とセットで刊行された
- 冨永星 訳『フラットランド 多次元の冒険』日経BP社、2009年。 - イアン・スチュアート注釈 "The Annotated Flatland: A Romance of Many Dimensions"の日本語訳
- 竹内薫 訳『フラットランド たくさんの次元のものがたり』講談社（講談社選書メチエ）、2017年。

## 派生作品
他の作者による本作の続編や模倣作が数多く作られている。以下はその例である。
映画とテレビドラマ
- フラットランド (Flatland)（1965年） - ジョン・ハブリー（英語版）のアイデアをもとにエリック・マーティンが監督した、本作を原作とした短編アニメーション[14][15][16]
- フラットランディア (Flatlandia)（1982年） - ミケーレ・エマーが監督したイタリアの短編アニメーション[17]
- フラットランド（英語版） (Flatland)（2007年） - ラッド・エリンジャー・ジュニア（英語版）監督による98分の長編アニメーション。風刺の対象をビクトリア朝のイギリスから現代のアメリカに改変している[18]。
- フラットランド・ザ・ムービー（英語版） (Flatland: The Movie)（2007年） - ダノ・ジョンソンとジェフリー・トラヴィス[19]による34分の教育用アニメーション映画[20]。続編として、ディオニス・ブルガー（英語版）の小説『スフィアランド』に着想を得た『フラットランド2: スフィアランド』(Flatland 2: Sphereland)（2012年）がある.[21][22][23]。
- 『新スタートレック』のエピソード「失われたテレパシー」(The Loss)では、エンタープライズ号が2次元生命体のフィールドに閉じ込められている[24]。

文学
- An Episode on Flatland: Or How a Plain Folk Discovered the Third Dimension チャールズ・ハワード・ヒントン著（1907年）
- The Dot and the Line: A Romance in Lower Mathematics ノートン・ジャスター（英語版）著（1963年）
- スフィアランド (Sphereland) ディオニス・ブルガー（英語版）著（1965年）
  - 日本語訳: 『多次元・球面国――ふくらんだ国のファンタジー』 石崎阿砂子 訳
- The Incredible Umbrella マーヴィン・ケイ（英語版）著（1980年）
- Message Found in a Copy of "Flatland" ルーディ・ラッカー著（1983年）
- The Planiverse アレクサンダー・デュードニー（英語版）著（1984年）
  - 日本語訳: 『プラニバース――二次元生物との遭遇』野崎昭弘、市川洋介、野崎昌弘訳
- Flatterland イアン・スチュアート著（2001年） - 『フラットランド』の主人公の孫娘「ヴィッキー・ライン」が主人公の続編。数学だけでなく様々な物理学などの世界を巡る。
  - 日本語訳: 『2次元より平らな世界: ヴィッキー・ライン嬢の幾何学世界遍歴』青木薫 訳
- Spaceland ルーディ・ラッカー著（2002年）
- VAS: An Opera in Flatland スティーブ・トマスラ（英語版）著（2002年） - 2次元の世界を使って現代社会を批判した作品[25]

写真
- アイドゥン・ブユクタシの写真シリーズ『Flatland』 - トルコ人写真家による時空がねじれているように見える写真。ブユクタシは『フラットランド』にインスピレーションを受けたと述べている[26]。講談社より刊行された『フラットランド　たくさんの次元のものがたり』の表紙写真として採用されており、巻末にも写真が収録された[27]。

## 大衆文化において
- SFコメディアニメ『フューチュラマ』のエピソード"2-D Blacktop"では、亜光速で動く2つの宇宙船が正面衝突し、平らな円盤に圧縮される。彼らはそこで平面世界の住民に出会うが、3次元の概念を持ち出すと、原住民に追いかけ回される[28]。なお、このエピソードの中で、スティーブン・ホーキングの指摘が反映されている。主人公たちは平面世界で物を食べることができなかったが、平面世界の住民は、アメーバのように食物を吸収している。
- デヴィッド・フォスター・ウォレスの小説『インフィニット・ジェスト（英語版）』(Infinite Jest)では、エンフィールド・テニス・アカデミーの生徒たちがバスの中で『フラットランド』のコピーを読んで、重要な部分に線を引いたりしている[29]。
- ドラマシリーズ『ビッグバン★セオリー』のエピソード「グリーンランタン+ハルク=ガールフレンドの法則」(The Psychic Vortex)[30]では、シェルドン・クーパーがフラットランドをお気に入りの空想上の場所の一つに挙げている[31]。
- SFコメディドラマ『宇宙探査艦オーヴィル』のエピソード「異次元への挑戦」(New Dimensions)で、2次元空間の領域に入った後、エド・マーサー艦長が『フラットランド』とそのテーマである社会的階層について言及している[32]。
- テレビアニメ『スペース・ダンディ』のエピソード「次元の違う話じゃんよ」で、主人公のダンディ達が住む3次元宇宙に2次元宇宙がワープアウトしてくる。3次元人の主人公ダンディ、その元恋人の4次元人のカトリーヌ、カトリーヌに恋する2次元宇宙の王子と次元を跨いだ三角関係が描かれる。